# پل کلوس
پل کلوس (انگلیسی: Paul Clowes؛ زادهٔ ۲۷ دسامبر ۱۹۹۳) بازیکن فوتبال اهل بریتانیا است.